# Municipio de Farming
El municipio de Farming (en inglés, Farming Township) es una subdivisión administrativa del condado de Stearns, Minnesota, Estados Unidos. Según el censo de 2020, tiene una población de 982 habitantes.

## Geografía
Está ubicado en las coordenadas 45°32′48″N 94°34′18″O / 45.54667, -94.57167. Según la Oficina del Censo de los Estados Unidos, tiene una superficie total de 100,8 km², de la cual 97,4 km² corresponden a tierra firme y 3,4 km² es agua.

## Demografía
Según el censo de 2020, hay 982 personas residiendo en la zona. La densidad de población es de 10,1 hab./km². El 97,96 % son blancos; el 0,20 % son afroamericanos; el 0,20 % son de otras razas, y el 1,63 % son de una mezcla de razas. Del total de la población, el 1,43 % son hispanos o latinos de cualquier raza.